# Кембридж (Мен)
Кембридж (англ. Cambridge) — місто (англ. town) в США, в окрузі Сомерсет штату Мен. Населення — 443 особи (2020).

## Демографія
Згідно з переписом 2010 року, у місті мешкали 462 особи в 197 домогосподарствах у складі 136 родин. Було 252 помешкання
Расовий склад населення:
| - 97,4 % — білих - 0,6 % — азіатів - 0,4 % — корінних американців |

До двох чи більше рас належало 1,5 %. Частка іспаномовних становила 1,5 % від усіх жителів.
За віковим діапазоном населення розподілялося таким чином: 17,5 % — особи молодші 18 років, 65,0 % — особи у віці 18—64 років, 17,5 % — особи у віці 65 років та старші. Медіана віку мешканця становила 48,3 року. На 100 осіб жіночої статі у місті припадало 98,3 чоловіків;  на 100 жінок у віці від 18 років та старших — 103,7 чоловіків також старших 18 років.
Середній дохід на одне домашнє господарство  становив 41 090 доларів США (медіана — 30 375), а середній дохід на одну сім'ю — 52 185 доларів (медіана — 37 292). Медіана доходів становила 35 000 доларів для чоловіків та 27 321 долар для жінок. За межею бідності перебувало 21,8 % осіб, у тому числі 45,5 % дітей у віці до 18 років та 17,0 % осіб у віці 65 років та старших.
Цивільне працевлаштоване населення становило 129 осіб. Основні галузі зайнятості: освіта, охорона здоров'я та соціальна допомога — 24,8 %, роздрібна торгівля — 18,6 %, виробництво — 14,0 %, будівництво — 10,1 %.